# Rhaphium gravipes
Rhaphium gravipes är en tvåvingeart som beskrevs av Alexander Henry Haliday 1851. Rhaphium gravipes ingår i släktet Rhaphium och familjen styltflugor. Arten är reproducerande i Sverige. Inga underarter finns listade i Catalogue of Life.